# Mesochorus deletus
Mesochorus deletus là một loài tò vò trong họ Ichneumonidae.